# العلاقات الفلبينية النرويجية
العلاقات الفلبينية النرويجية هي العلاقات الثنائية التي تجمع بين الفلبين والنرويج.

## مقارنة بين البلدين
هذه مقارنة عامة ومرجعية للدولتين:
| وجه المقارنة                                              | الفلبين                       | النرويج                                                   |
| --------------------------------------------------------- | ----------------------------- | --------------------------------------------------------- |
| المساحة (كم2)                                             | 343.45 ألف                    | 385.21 ألف                                                |
| عدد السكان (نسمة)                                         | 104.92 مليون                  | 5.33 مليون                                                |
| الكثافة السكانية (ن./كم²)                                 | 305.49                        | 13.84                                                     |
| العاصمة                                                   | مانيلا                        | أوسلو                                                     |
| اللغة الرسمية                                             | اللغة الفلبينية، لغة إنجليزية | بوكمول، لغات السامي، نينوشك، اللغة النرويجية              |
| العملة                                                    | بيسو فلبيني                   | كرونة نروجية                                              |
| الناتج المحلي الإجمالي (بليون دولار)                      | 313.60 مليار                  | 398.83 مليار                                              |
| الناتج المحلي الإجمالي (تعادل القوة الشرائية) بليون دولار | 743.90 مليار                  | 322.23 مليار                                              |
| الناتج المحلي الإجمالي الاسمي للفرد دولار أمريكي          | 2.90 ألف                      | 74.40 ألف                                                 |
| الناتج المحلي الإجمالي للفرد دولار أمريكي                 | 7.39 ألف                      | 65.61 ألف                                                 |
| مؤشر التنمية البشرية                                      | 0.668                         | 0.944                                                     |
| رمز المكالمات الدولي                                      | +63                           | +47                                                       |
| رمز الإنترنت                                              | .ph                           | .no                                                       |
| المنطقة الزمنية                                           | توقيت الفلبين                 | ت ع م+01:00، ت ع م+02:00، توقيت وسط أوروبا، أوروبا/أوسلو ‏ |

## منظمات دولية مشتركة
يشترك البلدان في عضوية مجموعة من المنظمات الدولية، منها:
| علم المنظمة | اسم المنظمة                               | تاريخ انضمام الفلبين | تاريخ انضمام النرويج |
| ----------- | ----------------------------------------- | -------------------- | -------------------- |
|             | وكالة ضمان الاستثمار متعدد الأطراف        | 8 فبراير 1994        | 9 أغسطس 1989         |
|             | منظمة الشرطة الجنائية الدولية             | ?                    | ?                    |
|             | منظمة حظر الأسلحة الكيميائية              | ?                    | ?                    |
|             | منظمة التجارة العالمية                    | 1995                 | 1995                 |
|             | الفريق المعني برصد الأرض                  | ?                    | ?                    |
|             | الأمم المتحدة                             | 24 أكتوبر 1945       | 27 نوفمبر 1945       |
|             | مؤسسة التمويل الدولية                     | 12 أغسطس 1957        | 20 يوليو 1956        |
|             | يونسكو                                    | 21 نوفمبر 1946       | 4 نوفمبر 1946        |
|             | مؤسسة التنمية الدولية                     | 28 أكتوبر 1960       | 24 سبتمبر 1960       |
|             | بنك التنمية الآسيوي                       | 1966                 | 1966                 |
|             | البنك الدولي للإنشاء والتعمير             | 27 ديسمبر 1945       | 27 ديسمبر 1945       |
|             | المنظمة الهيدروغرافية الدولية             | ?                    | ?                    |
|             | الاتحاد البريدي العالمي                   | ?                    | ?                    |
|             | المركز الدولي لتسوية المنازعات الاستشارية | 17 ديسمبر 1978       | 15 سبتمبر 1967       |
|             | الاتحاد الدولي للاتصالات                  | 25 مايو 1912         | 1866                 |

## وصلات خارجية
- موقع وزارة الخارجية الفلبينية
- موقع وزارة الخارجية النرويجية